# スチュアート (駆逐艦)
スチュアート(HMS Stuart, D00)はイギリス海軍の駆逐艦。スコット級嚮導駆逐艦。後にオーストラリア海軍の駆逐艦「スチュアート」 (HMAS Stuart) となり、第二次世界大戦で「屑鉄戦隊」と呼ばれたオーストラリア海軍の駆逐艦部隊を率いた。艦名はスコットランドのスチュアート朝にちなむ。

## 艦歴
「スチュアート」は1917年10月18日にニューカッスル・アポン・タインのホーソン・レスリーで起工、1918年8月22日に進水し1918年12月21日に竣工、同日イギリス海軍に就役した。「スチュアート」は第一次世界大戦終結前に進水した4隻のスコット級駆逐艦のうちの1隻であった。

### イギリス海軍
1918年12月の就役後、「スチュアート」はイギリス海軍での艦歴の大部分を地中海で過ごし、主に第2駆逐艦戦隊に所属してマルタ島を含む各地で活動した。戦後すぐには、「スチュアート」はオスマン帝国崩壊やロシア内戦などで活動している。
1919年から1920年にかけて、「スチュアート」は連合国によるロシア内戦介入に伴うイギリス海軍の作戦行動のため黒海で活動する。「スチュアート」は、クリミア半島の戦いが始まったことを受けて1919年4月にヤルタへ急派され、さらに翌1920年3月には赤軍がノヴォロシースクへ進撃したため、ノヴォロシースク撤退におけるイギリス軍の活動に加わった。
「スチュアート」はまたエーゲ海戦隊を強化するため派遣され、希土戦争でトルコに対するギリシャ軍の支援を行う。そのため「スチュアート」は、1920年5月のイズミル上陸と7月のバンドゥルマ上陸で兵員輸送船団の護衛に従事している。1921年初め、スチュアートはイスタンブール占領に従事する連合軍の一員としてイスタンブールで活動した。
イギリス海軍は1923年以降、「スチュアート」を地中海で恒常的に運用するようになり、続く10年間の後半を地中海艦隊での演習やその他いろいろな任務で過ごした。1928年から1931年にかけて、後に第二海軍卿となるウィリアム・ホイットワースが「スチュアート」の艦長兼第2駆逐艦戦隊司令を務めている。
1933年5月に「スチュアート」
はイギリス海軍から退役した。「スチュアート」とアドミラルティV/W級駆逐艦4隻（「ヴォイジャー」、「ヴァンパイア」、「ヴェンデッタ」、「ウォーターヘン」）は、それまでオーストラリア海軍で使用されていた駆逐艦を置き換えるためオーストラリアへ引き渡されることになった。アドミラルティV/W級駆逐艦4隻はS級駆逐艦を、「スチュアート」はそれらの駆逐艦を指揮する嚮導艦としてアンザック級駆逐艦「アンザック」を代替した。「スチュアート」は1933年10月11日にポーツマスでオーストラリア海軍に就役した。「スチュアート」以下5隻の駆逐艦は1933年10月17日、「スチュアート」の艦長A・C・リリー大佐に率いられてチャタムを出港する。一行はスエズ運河を通過して、シンガポールとダーウィンを経由しながら12月21日にオーストラリアのシドニーへ到着した。

### オーストラリア海軍
オーストラリア海軍で「スチュアート」は当初、オーストラリアの近海で活動した。その後1938年6月1日には退役し、予備役に編入された。1938年9月29日から11月30日にかけて、「スチュアート」はズデーテン危機を受けて短期間現役復帰するが再び予備役に置かれた。
しかし第二次世界大戦勃発を受けて、「スチュアート」は1939年9月1日にヘクター・ウォーラー中佐（後にバタビヤ沖海戦において軽巡洋艦「パース」艦長として戦死）の指揮の下で再就役する。「スチュアート」の最初の戦時任務は、「ヴェンデッタ」と「ウォーターヘン」と共同でシドニーを拠点とした対潜哨戒であった。
10月14日に「スチュアート」はオーストラリア駆逐艦戦隊旗艦として「ヴェンデッタ」と「ウォーターヘン」を連れてシドニーを出港、フリーマントルから来た「ヴァンパイア」と「ヴォイジャー」とシンガポールで合流した。1939年11月13日にシンガポールを出て地中海へ向かった一行は1940年1月2日にマルタ島へ到着した。到着の翌日、戦隊は地中海艦隊の任務に就き第19駆逐隊（19th Destroyer Division）に改編されたが、この部隊は後にドイツのプロパガンダから「屑鉄戦隊」（Scrap Iron Flotilla）として知られるようになる。5月27日、第19駆逐隊はD級駆逐艦からなるイギリス海軍第20駆逐隊（20th Destroyer Division）と合同し第10駆逐艦戦隊を編成した。
1940年7月、「スチュアート」は第10駆逐艦戦隊を率いてカラブリア沖海戦に参加、さらに「スチュアート」ら駆逐艦は、8月17日にバルディア近郊とカプッツォ砦を砲撃する戦艦「ウォースパイト」、「マレーヤ」、「ラミリーズ」、重巡洋艦「ケント」を護衛した。

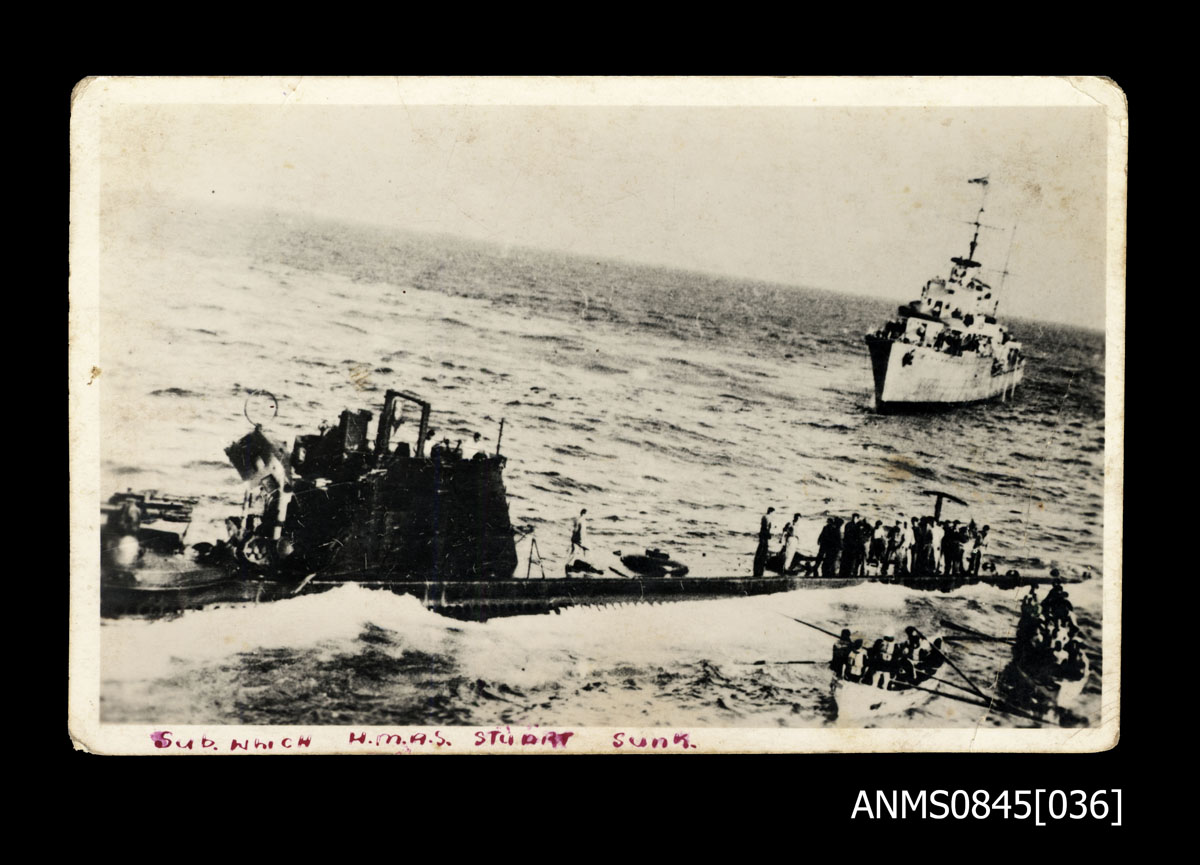
浮上した潜水艦「ゴンダール」と「スチュアート」。

9月29日から30日にかけての夜には、「スチュアート」はイギリス空軍のサンダーランド飛行艇およびイギリス海軍の駆逐艦「ダイアモンド」、海軍トローラー「シンドニス」と共同でイタリア海軍の潜水艦「ゴンダール」を攻撃し浮上させ降伏に追い込んだ。「ゴンダール」はその後乗員の手で自沈した。
実は「ゴンダール」は地中海艦隊の拠点であったアレクサンドリア港の艦船を人間魚雷マイアーレで攻撃する作戦（G.A.2作戦）に従事していた。アレクサンドリア港を索敵後、港内に目ぼしい標的が見当たらず攻撃を断念して帰投中のところを発見されたものであり、捕虜となった乗員には人間魚雷の専門家でフロッグマンのトスキ少佐も含まれていたが、イギリス海軍側はこれらのことに全く気づいていなかった。
「スチュアート」と「ヴァンパイア」、「ヴォイジャー」、砲艦「ナット」、モニター「テラー」は、1941年1月22日のオーストラリア第6師団によるトブルク占領を支援した。3月にはマタパン岬沖海戦に参加、この際に「スチュアート」はイタリア海軍の重巡洋艦「ザラ」に魚雷1本を命中させた。
続いて「スチュアート」は、3月から4月にかけてエジプトからギリシャへ兵力輸送を行う（ラスター作戦）。4月初めに、「スチュアート」ら「屑鉄戦隊」は北アフリカ沿岸の敵拠点を砲撃するとともにトブルクの友軍へ補給の支援を行ったほか、4月19日にはバルディアを攻撃するコマンド部隊を乗せた揚陸艦「グレンガイル」を護衛している。また、スチュアートは4月にギリシャの戦いの敗北を受けてギリシャからクレタ島への連合軍の撤退、さらに5月にクレタ島の戦いでのクレタ島からの撤退作戦に加わっている。
6月10日から13日にかけて、「スチュアート」はシリア・レバノン戦役で支援砲撃を担当。同月に包囲下にあるトブルクへの輸送任務（トブルク・フェリーサービス）に参加し、6月と7月の活動期間中で合計24回の輸送を成功させた。
大規模、小規模問わず様々な艦隊行動や護衛任務に従事した「スチュアート」だったが、元々老朽化した駆逐艦である「スチュアート」の状態は1941年半ばにはかなり悪化しており、大規模修繕が必要となっていた。また、一連の活動において「スチュアート」は50回以上の空襲を切り抜けており、それらの衝撃によるリベットの緩みも懸念された。7月25日から26日にかけて行われた最後のトブルクへの輸送任務ではアレキサンドリアへ帰るのがやっとの有様であり、「スチュアート」は左舷の機関が故障した状態のまま大規模修理を行うため8月22日にオーストラリアへ向かった。フリーマントルを経由して9月27日にメルボルンへ到着した「スチュアート」は1942年4月までドックで修理に費やした。

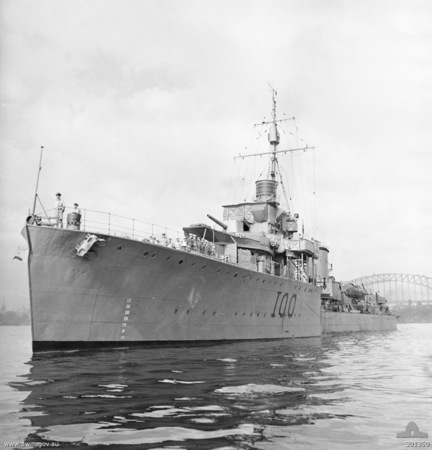
輸送艦に改装後の「スチュアート」。1944年。

既に太平洋の戦いが始まっていた1942年4月の修理完了後、S・H・K・スパージョン中佐の指揮下で復帰した「スチュアート」は、主にオーストラリア近海で船団護衛任務や対潜哨戒任務を行った。1943年の終わりには「スチュアート」は第一線から引き揚げられ、1944年初めにかけて物資や兵員を輸送する高速輸送艦に改装された。改装後は戦後の1946年1月までオーストラリアとニューギニア周辺海域で活動した。
「スチュアート」は第二次世界大戦中に約250,000海里を航行し、17,000時間以上を洋上で過ごした。その活動の中で「スチュアート」の乗員に一人も戦死者が出ることはなかった。

### 退役
「スチュアート」は1946年4月27日に退役し、1947年2月3日にT・カー・アンド・カンパニーへスクラップとして売却後、同年2月21日に解体地へ曳航された。解体後、「スチュアート」の竜骨はニューサウスウェールズ州パットニーのキッシング・ポイント湾に沈められた。

## 栄典
「スチュアート」は第二次世界大戦の戦功で8個の戦闘名誉章（Battle Honours）を受章した。
- Mediterranean 1940, Calabria 1940, Libya 1940–41, Matapan 1941, Greece 1941, Crete 1941, Pacific 1942–43, New Guinea 1942–44[16]